# Bubikragen

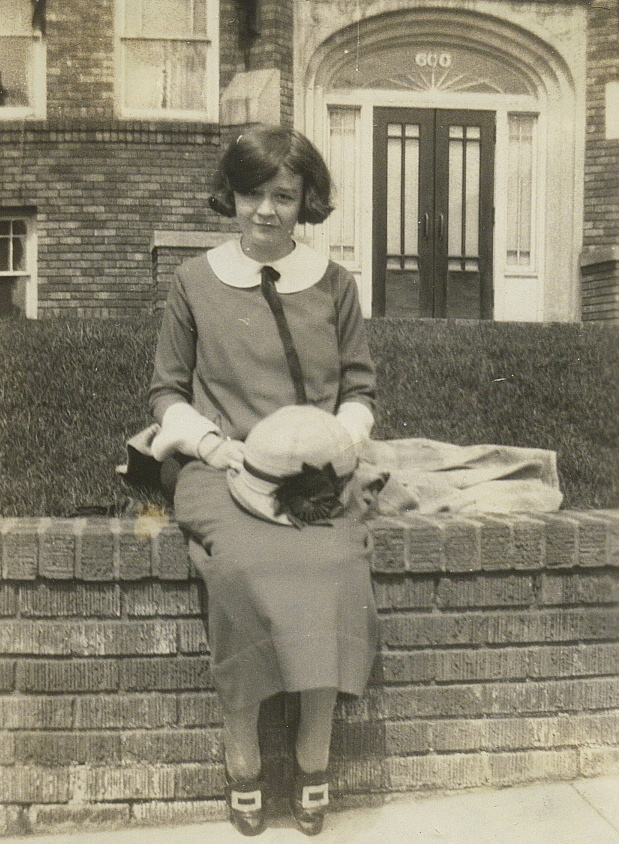
Junge Frau mit Bubikopf und Bubikragen, auf einer Mauer sitzend, 1924

Der Bubikragen, der im Englischen auch unter der Bezeichnung Peter-Pan-Kragen bekannt ist, ist ein flach aufliegender Kragen, der in der Damenmode ab dem frühen 20. Jahrhundert aufkam. Er zeichnet sich durch die abgerundeten Kragenecken aus und war früher meist in Weiß gehalten.